# Typhloglomeris asiaeminoris
Typhloglomeris asiaeminoris är en mångfotingart som först beskrevs av Pius Strasser 1975.  Typhloglomeris asiaeminoris ingår i släktet Typhloglomeris och familjen Glomeridellidae. Inga underarter finns listade i Catalogue of Life.